# Пэн Цзямао
Пэн Цзямао (кит. трад. 彭家楙, англ. Peng Chia-mao) — тайваньская лучница, участвующая в соревнованиях по стрельбе из олимпийского лука. Чемпионка мира, серебряный призёр Азиатских игр и серебряный призёр чемпионата Азии, чемпионка Универсиады.

## Карьера
Родилась 26 сентября 1996 года.
В 2017 году стала серебряным призёром Универсиады 2017 в Тайбэе в составе женской команды.
В 2018 году она выиграла серебряную медаль в женских командных соревнованиях на Азиатских играх 2018 года, проходивших в Джакарте. Представительницы Тайваня Пэн Цзямао, Тань Ятин и Лэй Цяньин уступили южнокорейским лучницам Чхан Хе Джин, Ли Ын Гён и Кан Чхэ Ён в финале со счётом 3:8. В личных соревнованиях Пэн заняла 45-е место. В 2019 году она стала бронзовым призёром Летней универсиады 2019 года в Неаполе. Она также выиграла золотую медаль в смешанном командном зачёте.
В 2019 году она выиграла золотую медаль в женских командных соревнованиях на чемпионате мира в Хертогенбосе вместе с Тань Ятин и Лэй Цяньин. Поведя в финальном матче против южнокорейских лучниц 4:0, соперницы далее сумели выиграть лишь один сет. Итоговая победа досталась представительницам Китайского Тайбэя 6:2.